# RZA
RZA, rodným jménem Robert Fitzgerald Diggs (* 5. července 1969) je americký rapper, hudební producent a herec. Je znám převážně díky svému působení ve skupině Wu-Tang Clan, ale vydal také několik vlastních alb a je členem skupiny Achozen. Jako herec se představil například ve filmech Hra s nevěrou (2005) nebo Komici (2009). Rovněž je autorem hudby k několika filmům, jako například Ghost Dog - Cesta samuraje (1999) a Kill Bill (2003). V roce 2013 se podílel na písni „Take a Fall for Me“ z alba Overgrown anglického hudebníka Jamese Blakea. Je také vlastníkem nahrávacího studia, ve kterém zemřel tehdejší člen Wu Tang Clan, Ol' Dirty Bastard.

## Sólová diskografie
- Bobby Digital in Stereo (1998)
- Digital Bullet (2001)
- Birth of a Prince (2003)
- Digi Snacks (2008)